# Maszkita
Maszkita (arab. مشقيتا) – miasto w Syrii, w muhafazie Latakia. W 2004 roku liczyło 2376 mieszkańców.